# Min avatar og mig
|  | Denne artikel er oprettet af botten PalnaBot ud fra en ekstern database. Den kan derfor have sproglige fejl eller mangler. Denne skabelon kan fjernes efter kontrol af indholdet. |

Min avatar og mig er en dokumentarfilm fra 2011 instrueret af Bente Milton, Mikkel Stolt efter manuskript af Bente Milton.

## Handling
Den lidt uheldige filminstruktør Mikkel beslutter sig for at prøve lykken i den virtuelle verden Second Life. Her møder han den smukke avatar Helena, som giver ham en "make over" og hjælper ham i gang med en strålende karriere som instruktøren Mike. I takt med succesen i Second Life kører hans virkelige liv helt af sporet, kæresten smider ham ud, og han ender med at miste alt. Hans grådighed får også Helena til at droppe forbindelsen med ham, og den virkelige Mikkel sætter nu alt ind på at finde den virkelige Helena. En rejse, som sætter ham i kontakt med blandt andet lysvæsener og videnskabsmanden Danny Hillis, og som til sidst får ham til at indse, hvad der virkelig betyder noget.